# Neolamprologus brevis
Neolamprologus brevis è un piccolo ciclide proveniente dal Lago Tanganica.
Vive in profondità fino a 60 metri ed è una specie conchigliofila, vale a dire che la sua dimora è rappresentata da gusci di Neothauma (un particolare tipo di gasteropode che vive nel lago). Spesso vengono a crearsi intere distese di questi gusci, i cosiddetti "cimiteri di conchiglie". Ogni conchiglia viene scelta da un esemplare; essendo un pesce che vive a coppia la conchiglia viene spesso condivisa da un maschio e da una femmina.